# Janków (województwo dolnośląskie)
Janków – wieś w Polsce położona w województwie dolnośląskim, w powiecie oławskim, w gminie Domaniów.

## Podział administracyjny
W latach 1975–1998 miejscowość administracyjnie należała do województwa wrocławskiego.

## Zabytki
Do wojewódzkiego rejestru zabytków wpisany jest:
- kościół filialny pw. św. Michała Archanioła, z XV w., przebudowany w 1683 r. Zachowany gotycki portal zakrystii, sakramentarium (drzwiczki z XV-XVI w.), chrzcielnica z XV-XVI w., gotycka rzeźba Madonny z XV w. w ołtarzu bocznym, barokowy ołtarz główny i reszta wyposażenia[5]